# Ernst Hoppenberg
Ernst Heinrich Hoppenberg (Brema, 26 luglio 1878 – Kirn, 29 settembre 1937) è stato un nuotatore tedesco, primo campione olimpico della storia nel dorso.
Nel 1988 fu inserito nella International Swimming Hall of Fame, la Hall of Fame internazionale del nuoto.
Il dorso fu aggiunto al programma olimpico nel 1900, alle Olimpiadi di Parigi del 1900. Il 12 agosto 1900 vinse la gara dei 200 metri con un tempo di 2' 47", che rimase record olimpico fino al 1964; le gare di nuoto si disputarono nella Senna.
Finita la gara, fu salvato in extremis dalle acque del fiume che stavano per inghiottirlo mentre lui, da parte sua, stava per inghiottire la dentiera.
Oltre alla vittoria individuale, vinse anche la gara dei 200 m a squadre come componente della staffetta tedesca insieme a Max Hainle, Max Schöne, Julius Frey e Herbert von Petersdorff. In quella gara Hoppenberg nuotò a stile libero.